# Gruppenkreditvergabe
Die Gruppenkreditvergabe bezeichnet allgemein Vereinbarungen zwischen Individuen, die kein Pfand besitzen und eine Gruppe bilden, um Kredite von einem Gläubiger zu erhalten. Die Vergabe der Gruppenkredite erfolgt entweder an eine Gruppe oder einzelne Gruppenmitglieder, ebenso wie die Kredithaftung gemeinschaftlich (Joint-Liability-Ansatz) oder individuell sein kann.
Dem Gruppenkredit kommt als Mikrokredit in der Mikrofinanz eine besondere Rolle zu. Variationen des Gruppenkredits existieren in der Form von Solidaritätsgruppen (BancoSol) oder Dorfbanken.

## Geschichte
Älteren Gruppenkreditsystemen wie dem „klassischen“ Modell der Grameen Bank sind der Grundsatz der Gruppenverantwortung im Verbund mit regelmäßigen Gruppentreffen gemein. Obgleich die Grameen Bank mittlerweile den Ansatz gemeinschaftlicher Kredithaftung ablehnt und auch BancoSol sich weitgehend von ihm abgewandt hat, wird er durch das BRAC weiterhin verwendet, insbesondere bei armen Kunden. Die Grameen Bank hat die Praxis regelmäßiger Gruppentreffen allerdings beibehalten.

## Methodik
Während andere Modelle der Gruppenkreditvergabe existieren, so kann das „klassische“ Modell der Grameen Bank dennoch als methodologischer Archetypus der Gruppenkreditvergabe betrachtet werden und wird im Folgenden beschrieben: 
Nachdem die ersten Kredite der Grameen Bank in den 1970er Jahren an Individuen ohne Gruppenverantwortungsklausel vergeben und Gruppen nur gebildet wurden, um Skalenerträge zu erwirtschaften, erkannte die Grameen Bank schnell, dass Gruppenbildung dazu genutzt werden konnte, um die Kosten des Screening, der Überwachung und die Kosten der Zahlungseintreibung wesentlich zu verringern. Hierzu entwickelte die Bank folgende Methodik auf der Grundlage eines vier- bis sechswöchigen Rhythmus':
- Vergabe von Teilkrediten an zwei Mitglieder einer fünfköpfigen Gruppe;
- Vergabe von Teilkrediten an zwei andere Mitglieder der Gruppe falls die Kredite getilgt wurden;
- Vergabe des letzten Teilkredits an den Gruppenvorsitzenden falls alle vorherigen Kredite getilgt wurden.

Während die Gruppen zunächst als Quelle gegenseitiger Hilfe betrachtet wurden, entwickelten sich nach und nach formelle Sanktionssysteme, z. B. einen Ausschluss' zukünftiger Kreditvergabe für sämtliche Mitglieder einer fälligen Gruppe. Typischerweise wird den Kreditnehmern nach erfolgreicher Tilgung die Möglichkeit angeboten im nächsten Lohnzyklus einen größeren Kredit aufzunehmen, was im Laufe der Zeit zu beträchtlichen Kreditsummen führen kann.

## Asymmetrische Information
Dem Gruppenkredit kommt eine zentrale Rolle im Umgang mit einem wesentlichen Problem der Mikrofinanz, nämlich asymmetrischer Informationsverteilung zwischen Gläubiger und Schuldner, zu, indem es adverse Selektion bekämpft und Moral Hazard mildert.

### Adverse Selektion
Das Problem adverser Selektion kommt auf, wenn Gläubiger nicht zwischen von Natur aus risikoreichen Kreditnehmern und risikoarmen Kreditnehmern unterscheiden können. Dies resultiert in einer Situation, in welcher risikoarme Kreditnehmer davor abgeschreckt werden, Kredite aufzunehmen. Prinzipiell kann Gruppenkreditvergabe im Zusammenhang mit gemeinschaftlicher Haftung diese Ineffizienz abschwächen, auch ohne dass Gruppenmitglieder dem Anreiz folgen die Informationsasymmetrie zwischen Gläubiger und Schuldner durch Signaling auszugleichen. Eine Schlüsselrolle kommt hierbei der selbstständigen Gruppenbildung zu, die es potentiellen Schuldnern ermöglicht ihr Wissen zu nutzen, um bestmögliche Partner zu finden; dies führt letztlich zur Bildung von Gruppen, die in Bezug auf das individuelle Risiko der Gruppenmitglieder relativ homogen sind (Assortative Matching). Bezüglich der Kreditvergabe resultiert dies in einen Risikotransfer von der Bank zu den risikoreichen Schuldnern. Da Banken nun auch besser gegen einen Zahlungsausfall abgesichert sind, sinken darüber hinaus die durchschnittlichen Zinssätze für sowohl risikoreiche als auch risikoarme Schuldner, was wiederum für risikoarme Kreditnehmer einen Anreiz darstellt Kredite aufzunehmen.

### Moral Hazard
Da es für den Gläubiger schwierig ist die Handlungen des Schuldners zu überwachen ergibt sich nach der Kreditvergabe das Problem des Moral Hazard. Gruppenkreditvergabe mit gemeinschaftlicher Verantwortung kann dazu genutzt werden Moral Hazard-Probleme abzuschwächen. Hierbei wird zwischen Ex ante-Moral Hazard und Ex post-Moral Hazard unterschieden. Gruppenkreditverträge umgehen ex ante-Moral Hazard, indem sie Kreditnehmer dazu veranlassen einander bezüglich ihrer Projektwahl zu überwachen und Kreditnehmer, die übermäßig riskante Projekte wählen, zu bestrafen. Die Tatsache dass Gruppenmitglieder durch die Handlungen anderer Gruppenmitglieder betroffen sind, bedeutet, dass sie Maßnahmen ergreifen werden um jeden zu bestrafen, der sich zu wenig anstrengt und somit die Gruppe mit übermäßigem Risiko belastet. Ex post-Moral Hazard wiederum lässt sich mittels Gruppenkreditvergabe reduzieren, wenn Peer Monitoring angewandt wird, indem jedes Gruppenmitglied ex post dazu gebracht wird Überwachungskosten in Höhe k auf sich zu nehmen, um die tatsächliche Rendite seiner Kollegen zu überprüfen.

## Empirie
In der Praxis wird die Theorie der Gruppenkreditvergabe durch einige empirische Ergebnisse unterstützt, während andere auf Spannungen und Beschränkungen des Ansatzes der Gruppenkreditvergabe hindeuten.

## Kritik
Von den gemischten Ergebnissen der Empirie ausgehend hat sich in der Fachliteratur Kritik am Ansatz der Gruppenkreditvergabe entwickelt. Ein Kritikpunkt ist, dass die Verwendung von sozialen Sanktionen Grenzen hat. Weitere Kritik bezieht sich auf die für die Gruppenkreditvergabe zentralen Gruppentreffen: So wird bemängelt, dass die Teilnahme und die Überwachung von Gruppenmitgliedern sehr kostspielig sein kann, dass die für Gruppenkreditvergabe charakteristische Übertragung der Verpflichtungen von Banken auf die Kunden selbst versteckte Kosten und zusätzliche Risiken mit sich bringen kann sowie dass Kreditnehmer unter bestimmten Bedingungen heimlich gegen die Bank zusammenarbeiten und die Fähigkeit der Bank ein „soziales Pfand“ zu nutzen untergraben könnten. Auch wird hinterfragt, ob der Gruppenkredit wirklich für den Mikrokreditgeber die optimale Lösung darstellt. Eine letzte Kritikgruppe bezieht sich auf die Effizienz von Gruppenkrediten und beinhaltet Vorschläge zur Verbesserung und Modifizierung des klassischen Modells der Kreditvergabe; die Tatsache, dass unter anderem die Grameen Bank selbst ihr klassisches Modell der Gruppenkreditvergabe modifiziert hat, um an Flexibilität zu gewinnen, verleiht dieser Kritik besonderes Gewicht.